# 季節が君だけを変える
「季節が君だけを変える」（きせつがきみだけをかえる）は、日本のロックバンドであるBOØWYの楽曲。
1987年10月26日に東芝EMIのイーストワールドレーベルから7枚目のシングルとしてリリースされた。作詞は氷室京介、作曲・編曲は布袋寅泰、プロデュースは布袋および糟谷銑司が担当している。
前作「Marionette」（1987年）よりおよそ3か月ぶりにリリースされたシングルであり、6枚目のアルバム『PSYCHOPATH』（1987年）からのリカットとなった。布袋からの要望により、氷室によって一度制作された歌詞の書き直しが行われた。解散宣言前にリリースされた最後のシングルであり、BOØWYとしても事実上最後のシングルとなった。
オリコンチャートでは最高位4位を獲得。後に朝本浩文 (Ram Jam World) やムック、松下優也によってカバーされている。 

## 背景
コンサートツアー「ROCK'N ROLL CIRCUS TOUR」の最終日となった1987年2月24日の日本武道館公演後の話し合いにより、BOØWYは解散する事が決定した。その後レコーディング・ディレクターであった子安次郎はプロデューサーの糟谷銑司と共にロンドンにて休養中であった氷室の元へ赴き、1枚だけ新しいアルバムを制作する約束を取り付ける。同年6月10日から26日にかけて、六本木にあるセディックAスタジオにてアルバム『PSYCHOPATH』のレコーディングが行われた。同作は制作前からラストアルバムとなる事が想定されており、ビートルズのラストアルバム『アビイ・ロード』（1969年）を意識してバンドの終焉を念頭に置いて制作された。
レコーディングが進められる中で、スタッフは先行シングル候補として数曲選定していたが、最後まで「Marionette」（1987年）と競合したのが本作であった。それまでのシングルカットに関してはスタッフ側が決定する事が多くあったが、この時の選定では「Marionette」か本作の二者択一においてスタッフ間で選定が難航し、レコーディング前日まで検討された上で最終的にメンバーの意向によって「Marionette」が先行シングルとして決定した。本来であればアルバム『PSYCHOPATH』が最後のリリースとなるはずであった所、アルバムセールスが好調であった事からさらに拍車をかけるために2枚目のシングルカットが検討される事となった。その際にレコード会社からはBOØWYらしいアップテンポのビートロックである「PLASTIC BOMB」が推薦されたが、子安は本作をシングルリリースしたいとの欲求が強く残っていた事もあり、「PLASTIC BOMB」を推す声を無視して本作をリリースする事が決定した。

## 音楽性と歌詞
アルバム『PSYCHOPATH』のレコーディングは順調に進んでいたが、ラストシングルとして決定した本作のみ一度氷室が書き上げた歌詞を、布袋が「もっと深い、俺たちの関係を言葉にして欲しい」と要求し歌詞が書き直される事となった。布袋はこの曲を大変気に入っていたが、氷室の書いてきた詞が、何とか何とかプッシー・キャット…といった歌詞だったため「ヒムロック、俺この曲大好きなんだからさあ…もうちょっと何か、深いのにしてよ」と言って書き直してもらったとしている。過去に布袋が氷室に歌詞の書き直しを要求した事は一度もなく、また提案に従った氷室から「そういう歌詞にするんだったら、カップリングは『CLOUDY HEART』にして欲しい」と逆に要求が出された。変更される前の歌詞に関しては、3枚目のアルバム『BOØWY』（1985年）収録の「ハイウェイに乗る前に」に似たものであったという説がある。2020年大阪にて開催された展覧会「氷室京介展LX 揺るぎなき美学と挑戦」において氷室直筆の原稿が展示された。このとき展示されたのは書き直された後の歌詞と思われ、実際に発表された歌詞と違っていたのは3行ほどであった。
『PSYCHOPATH』リリース前のインタビューにおいて、インタビュアーから日本語タイトルである事や歌詞の内容に関して特別な曲であるのかと問われた氷室は、歌詞の書き直しが行われた事に触れた上で「そういう意味では特別かも知れないけどね、だからって特別な意味があるかっていったら、ないんだけどね」と返答している。布袋は同インタビューにおいて「シングルにしようかなと思った位ですからね。でもシングルにはちょっともたいねーかなって所で」と返答していたが、実際にはアルバムレコーディングの際にシングルとしてのリリースは決定していた。結果として本作が最後にリリースされたBOØWYの新作となったが、ディレクターの子安は自身にとって最後の曲はカップリングとなった「CLOUDY HEART」という印象が強いと述べている。
シングルバージョンではミックスおよびアレンジが変更されており、前奏前のエフェクト部分がカットされ、ギターが再録音されている他にアウトロがフェードアウトとなりアルバムバージョンより30秒程短くなっている。

## リリース
1987年10月26日に東芝EMIのイーストワールドレーベルから7インチレコードの形態でリリースされた。アートワークはペーパースリーブジャケット。本作のリリース後、カップリング曲が「CLOUDY HEART」であった事から同年12月に発行された写真週刊誌『FRIDAY』にて「BOØWY解散の噂」と題した記事が掲載される事となった。
1989年5月24日には8センチCDの形態で再リリースされた。2013年2月27日にはCD-BOX『BOØWY SINGLE COMPLETE』に収録されて再リリースされた。

## チャート成績
オリコンチャートにおいて初登場4位となった。リリース当初は登場週数7回で売り上げ枚数は7.8万枚であったが、最終的には登場週数12回で売り上げ枚数は9.0万枚となった。

## ミュージック・ビデオ
本作のPVは、BOØWYメンバーの他に募集にて集められた様々な職業の人間を撮影したものとなっている。具体的には日常社会の様々な場所にいる若者を一人ずつ写していくものとなっており、所々にBOØWYのメンバーが入り込む構成になっている。撮影時には、ファンクラブである『BOØWY HUNT』の会員に対し、『「季節が君だけを変える」のプロモーションビデオに出演してみませんか？』という手紙を出して希望者を募り、PV全編において、エキストラ出演をメインとして制作したものである。予め参加者には実際に撮影しても、その映像がビデオに使われるか否かは、完成したビデオを見て確認するしかなく、BOØWYのメンバーとの共演は無いという条件付きだった。
ビデオは当時10代であった若者をコンセプトにしたものであり、子安は日本のビデオ・クリップ史上ベスト3に入る最高傑作であると確信していると述べている。しかし、一部ファンの間ではBOØWYメンバーがほとんど映っていないため不評であった事も述べている。

## ライブ・パフォーマンス
本作は最後のコンサートツアーとなった「BOØWY ROCK'N'ROLL REVIEW DR.FEELMAN'S PSYCHOPATHIC HEARTS CLUB BAND TOUR」においてのみ演奏され、最終公演となった「“LAST GIGS”」では演奏されていない。また、ライブ・アルバムには一切収録されておらず、ライブバージョンはライブビデオ『1224』（2001年）にのみ収録されている。

## カバー
- 朝本浩文 (Ram Jam World) featuring MIO - 『BOØWY Tribute』（2003年）[22]
- ムック - 『BOØWY Respect』（2003年）[22]
- 松下優也 - 『Naturally』（2011年）[23][24]

## シングル収録曲
| 全編曲: 布袋寅泰。 |                          |           |           |      |
| #                  | タイトル                 | 作詞      | 作曲      | 時間 |
| 1.                 | 「季節が君だけを変える」 | 氷室京介  | 布袋寅泰  | 4:06 |
| 2.                 | 「CLOUDY HEART」         | 氷室京介  | 氷室京介  | 4:25 |
| 合計時間:          | 合計時間:                | 合計時間: | 合計時間: | 8:31 |

## スタッフ・クレジット

### BOØWY
- 氷室京介 - ボーカル
- 布袋寅泰 - ギター、コーラス
- 松井恒松 - ベース
- 高橋まこと - ドラムス

### スタッフ
- 布袋寅泰 - サウンド・プロデューサー
- トーマス・シュティーラー - レコーディング・エンジニア、ミックス・ダウン・エンジニア
- 永石勝 - クリエイティブ・ディレクション
- 小笠原琢己 - アートディレクション
- STUDIO TOY'S - デザイン

- 糟谷銑司（ユイ・ロック・プロジェクト） - プロデューサー
- 子安次郎（東芝EMI） - ディレクター
- 土屋浩（ユイ・ロック・プロジェクト） - マネージャー
- ゾンビ鈴木 - ロード・マネージャー
- ワンワン関口 - アシスタント・エンジニア

- 後藤由多加（ユイ音楽工房） - エグゼクティブ・プロデューサー
- 石坂敬一（東芝EMI） - エグゼクティブ・プロデューサー

## 収録アルバム
スタジオ音源（アルバムバージョン）
- 『PSYCHOPATH』（1987年）
- 『THIS BOØWY DRAMATIC』（2007年）
- 『BOØWY THE BEST "STORY"』（2013年）

スタジオ音源（シングルバージョン）
- 『“SINGLES”』（1988年）
- 『THIS BOØWY』（1998年）

## リリース履歴
| No. | 日付           | レーベル                                    | 規格              | 規格品番   | 最高順位 | 備考                          |
| --- | -------------- | ------------------------------------------- | ----------------- | ---------- | -------- | ----------------------------- |
| 1   | 1987年10月26日 | 東芝EMI／イーストワールド                   | EP                | RT07-2018  | 4位      |                               |
| 2   | 1989年5月24日  | 東芝EMI／イーストワールド                   | 8センチCD         | XT10-2358  | -        |                               |
| 3   | 2013年2月27日  | EMIミュージック・ジャパン／イーストワールド | ブルースペックCD2 | TOCT-98026 | -        | 『BOØWY SINGLE COMPLETE』収録 |